# Everglow
Everglow (tiếng Hàn: 에버글로우, cách điệu: ΣVΣRGLOW) là một nhóm nhạc nữ của Hàn Quốc được thành lập và quản lý bởi công ty Yuehua Entertainment. Nhóm hiện đang hoạt động với đội hình 6 thành viên người Hàn bao gồm: E:U, Sihyeon, Mia, Onda, Aisha, Yiren. Nhóm chính thức ra mắt vào ngày 18 tháng 3 năm 2019 với single đầu tay Arrival of Everglow. Ngày 9 tháng 1 năm 2022, thành viên ngoại quốc duy nhất của nhóm Yiren tạm ngừng hoạt động với nhóm, nhóm tiếp tục hoạt động với đội hình 5 người mà không có Yiren. Yiren trở về Trung Quốc, bắt đầu sự nghiệp hoạt động cá nhân và sau đó trở lại Everglow sau 10 tháng tạm dừng hoạt động.

## Lịch sử

### Trước khi ra mắt
- Sihyeon từng tham gia chương trình sống còn Produce 101 với tư cách là một thực tập sinh tự do vào năm 2016. Cô đã bị loại ở tập 8 sau khi đứng hạng 40.[3] Cô đã ký hợp đồng với Yuehua sau khi bị loại.
- Onda, tên thật là là Jo Se-rim, từng là thí sinh tham gia Idol School năm 2017. Cô bị loại ở tập 4 sau khi đứng ở hạng 40.[4]
- Yiren cùng với Sihyeon đều là cựu thí sinh của Produce 48, mùa 3 của series Produce 101 đại diện cho thực tập sinh của Yuehua vào năm 2018. Yiren bị loại ở hạng 28 ở tập 11, còn Sihyeon cũng bị loại với hạng 27.
- Aisha, tên thật là Heo Yoo-rim, từng là thực tập sinh của JYP Entertainment được 9 năm trước.
- E:U, tên thật là Park Ji-won, từng là một cổ động viên thuộc nhóm cổ động Twice và xuất hiện trên chương trình Star King vào tháng 8 năm 2015, từng tham gia show Delicious Cooking Class của đài SBS với vai trò MC vào tháng 2 năm 2017.

Vào ngày 17 tháng 2 năm 2019, công ty quản lý tiết lộ rằng sẽ ra mắt một nhóm nhạc nữ mới có tên Everglow. Instagram và fancafe chính thức của nhóm đã được khai trương vào ngày 18 tháng 2. Yuehua tiết lộ các thành viên của Everglow qua series "Crank In Film" trên kênh Youtube của Stone Music Entertainment. Ảnh concept của nhóm đã được phát hành vào ngày 8 tháng 3 

### 2019: Ra mắt vớiArrival Of Everglow, comeback vớiHush, công bố tên fandom
Vào ngày 18 tháng 3 năm 2019, Everglow đã phát hành album đơn đầu tiên của nhóm, Arrival Of Everglow, với ca khúc chủ đề "Bon Bon Chocolat". Bài hát được sáng tác với sự hợp tác của nhà soạn nhạc Melanie Fontana. Nhóm đã có sân khấu debut chính thức vào ngày 21 tháng 3 trong chương trình âm nhạc M Countdown.
Vào 19 tháng 8 năm 2019, nhóm đã trở lại với single "Hush" với bài hát chủ đề "Adios". Bài hát đã giúp nhóm bước lên một tầm cao mới khi M/V đạt được tổng cộng 7,6 triệu views trong 24 giờ đầu tiên.
Đồng thời, Yuehua đã công bố tên fandom chính thức cho nhóm, đó là "For Ever". Nó mang hai ý nghĩa: "For Everglow" và "Forever", tức là fan sẽ luôn ở bên cạnh Everglow từ nay và mãi mãi về sau.

### 2020: Trở lại vớireminiscence, "77.82X 78.29",World Tour đầu tiên tại Hoa Kỳ (Everglow Everlasting Tour In USA)
Vào ngày 24/1, Yuehua chính thức thông báo chuẩn bị tổ chức tour lưu diễn đầu tiên của nhóm. Vào ngày 3 tháng 2 năm 2020, nhóm phát hành mini album đầu tiên Reminiscence với đĩa đơn chính "Dun Dun". MV "Dun Dun" đã có hơn 240 triệu lượt xem cho đến nay. Vào ngày 21 tháng 1 năm 2020,  Everglow sẽ bắt đầu chuyến lưu diễn Everglow Everlasting Tour In USA ở Hoa Kỳ, bắt đầu tại Dallas, Texas vào ngày 6 tháng 3 năm 2020. Everglow dự kiến sẽ biểu diễn tại năm thành phố khác nhau là Dallas, Atlanta , Chicago, Thành phố Jersey và Los Angeles. Tuy nhiên, do lo ngại về sự bùng phát của SARS-Cov-2, buổi biểu diễn ở Los Angeles đã bị hủy bỏ
Minialbum thứ hai của nhóm, 77.82X 78.29, được phát hành vào ngày 21 tháng 9 năm 2020, cùng với đĩa đơn chính  "La Di Da" và ba bài hát khác: "Untouchable", "Gxxd Boy" và "No Good Reason". "La Di Da" do thành viên E:U đồng sáng tác. Các bức ảnh concept của nhóm đã được phát hành cùng với lịch trình quảng bá.
Vào ngày 1 tháng 12 năm 2020, Yuehua xác nhận Sihyeon và Yiren dương tính với Covid 19 thông qua tài khoản Twitter chính thức của nhóm.

### 2021:Last Melody
Vào ngày 9/1, Yuehua thông báo Sihyeon và Yiren tiếp tục hoạt động sau khi có kết quả âm tính với Covid 19
Vào ngày 25/5, Everglow trở lại với First. Đây cũng là ca khúc chủ đề nằm trong single album thứ 3 của nhóm Last Melody. Nhóm hóa thân thành các chiến binh không gian, sử dụng sức mạnh các nguyên tố để chiến đấu với thế lực hắc ám. MV và lời bài hát cùng lan tỏa thông điệp về hành trình tìm kiếm khởi đầu mới, khơi dậy sự tự tin, vượt qua nỗi sợ hãi và chinh phục ước mơ của bản thân. First giúp nhóm giành chiến thắng tại The Show ngày 1/6.

## Thành viên
- Chú thích: In đậm là nhóm trưởng

| Nghệ danh | Nghệ danh | Tên khai sinh | Tên khai sinh | Tên khai sinh | Tên khai sinh | Vai trò                                       | Ngày sinh         | Nơi sinh                           | Quốc tịch  |
| Latinh    | Hangul    | Latinh        | Hangul        | Hanja         | Hán-Việt      | Vai trò                                       | Ngày sinh         | Nơi sinh                           | Quốc tịch  |
| E:U       | 이유      | Park Jiwon    | 박지원        | 朴智媛        | Phác Trí Viên | Main Rapper, Main Dancer                      | 19 tháng 5, 1998  | Seoul, Hàn Quốc                    | Hàn Quốc   |
| Sihyeon   | 시현      | Kim Sihyeon   | 김시현        | 金詩賢        | Kim Thúy Hiền | Lead Vocalist                                 | 5 tháng 8, 1999   | Seongnam, Gyeonggi, Hàn Quốc       | Hàn Quốc   |
| Mia       | 미아      | Han Eunji     | 한은지        | 韓恩智        | Hàn Ân Trí    | Main Vocalist, Main Dancer                    | 13 tháng 1, 2000  | Gimhae, Gyeongsang Nam, Hàn Quốc   | Hàn Quốc   |
| Onda      | 온다      | Jo Serim      | 조세림        | 曹世林        | Tào Thế Lâm   | Lead Dancer, Sub Vocalist                     | 18 tháng 5, 2000  | Seoul, Hàn Quốc                    | Hàn Quốc   |
| Aisha     | 아샤      | Heo Yurim     | 허유림        | 許庾琳        | Hứa Dữu Lâm   | Lead Rapper, Sub Vocalist                     | 21 tháng 7, 2000  | Suwon, Gyeonggi, Hàn Quốc          | Hàn Quốc   |
| Yiren     | 이런      | Wang Yiren    | 왕이런        | 王怡人        | Vương Di Nhân | Lead Dancer, Sub Vocalist, Sub Rapper, Center | 29 tháng 12, 2000 | Hàng Châu, Chiết Giang, Trung Quốc | Trung Quốc |

## Danh sách đĩa nhạc

### Album đơn
| Tên                 | Thông tin album                                                                                                 | Danh sách bài hát                                                         | Vị trí xếp hạng cao nhất | Doanh số     |
| Tên                 | Thông tin album                                                                                                 | Danh sách bài hát                                                         | KOR                      | Doanh số     |
| Arrival of Everglow | - Phát hành: 18 tháng 3 năm 2019 - Hãng đĩa: Yuehua Entertainment - Định dạng: CD, kỹ thuật số, phát trực tuyến | Danh sách 1. Moon (달아) 2. Bon Bon Chocolat (봉봉쇼콜라) 3. D+1          | 6                        | - HQ: 28,033 |
| Hush                | - Phát hành: 19 tháng 8 năm 2019 - Hãng đĩa: Yuehua Entertainment - Định dạng: CD, kỹ thuật số, phát trực tuyến | Danh sách 1. Hush 2. Adios 3. You Don't Know Me                           | 5                        | - HQ: 28,639 |
| Last Melody         | - Phát hành: 25 tháng 5 năm 2021 - Hãng đĩa: Yuehua Entertainment - Định dạng: CD, kỹ thuật số, phát trực tuyến | Danh sách 1. First 2. Don't Ask Don't Tell 3. Please Please (Last Melody) | 4                        | - HQ: 36,983 |

### Mini album
| Tên           | Thông tin album | Danh sách bài hát                                                  | Vị trí xếp hạng cao nhất | Vị trí xếp hạng cao nhất | Vị trí xếp hạng cao nhất | Vị trí xếp hạng cao nhất | Doanh số                             |
| Tên           | Thông tin album | Danh sách bài hát                                                  | KOR                      | JPN                      | JPN Hot                  | US World                 | Doanh số                             |
| reminiscence  | - Phát hành: Ngày 3 tháng 2 năm 2020 - Hãng đĩa: Yuehua Entertainment - Định dạng: CD, kỹ thuật số, phát trực tuyến  | Danh sách 1. Salute 2. Dun Dun 3. Player 4. No Lie                 | 4                        | 48                       | 90                       | 14                       | - HQ: 30,912 - NB: 1,649 - Mỹ: 1,000 |
| -77.82X-78.29 | - Phát hành: Ngày 21 tháng 9 năm 2020 - Hãng đĩa: Yuehua Entertainment - Định dạng: CD, kỹ thuật số, phát trực tuyến | Danh sách 1. La Di Da 2. Untouchable 3. GxxD Boy 4. No Good Reason | 4                        | —                        | —                        | —                        | - HQ: 49,388                         |

### Đĩa đơn
| Tên                                                                                     | Năm  | Vị trí xếp hạng cao nhất | Vị trí xếp hạng cao nhất | Vị trí xếp hạng cao nhất | Vị trí xếp hạng cao nhất | Doanh số    | Album               |
| Tên                                                                                     | Năm  | KOR                      | JPN                      | JPN Hot                  | US World                 | Doanh số    | Album               |
| Bon Bon Chocolat (봉봉쇼콜라)                                                           | 2019 | —                        | —                        | —                        | 5                        | - Mỹ: 5,000 | Arrival of Everglow |
| Adios                                                                                   | 2019 | —                        | 74                       | —                        | 2                        | - Mỹ: 1,000 | Hush                |
| Dun Dun                                                                                 | 2020 | —                        | 85                       | 61                       | 3                        | - Mỹ: 1,000 | reminiscence        |
| LA DI DA                                                                                | 2020 | —                        | —                        | —                        | 5                        |             | -77.82X-78.29       |
| First                                                                                   | 2021 |                          |                          |                          |                          |             | Last Melody         |
| "—" cho biết ca khúc không lọt vào bảng xếp hạng hoặc không được phát hành ở khu vực đó |      |                          |                          |                          |                          |             |                     |

### 1 số bài hát khác
| Tên                 | Năm  | Vị trí xếp hạng cao nhất | Doanh số    | Album |
| Tên                 | Năm  | USWorld                  | Doanh số    | Album |
| "Hush"              | 2019 | 8                        | - Mỹ: 1,000 | Hush  |
| "You Don't Know Me" | 2019 | 10                       |             | Hush  |

### Nhạc phim
| Tên            | Năm  | Album                      | Ref.   |
| "Let Me Dance" | 2020 | The Spies Who Loved Me OST | [ 30 ] |

## Video âm nhạc
| Tên                             | Năm  | Đạo diễn                          | Ref.   |
| "Bon Bon Chocolat" (봉봉쇼콜라) | 2019 | Beomjin (VM Project Architecture) | [ 31 ] |
| "Adios"                         | 2019 | Woogie Kim (MOTHER)               | [ 32 ] |
| "Dun Dun"                       | 2020 | Woogie Kim (MOTHER)               | [ 33 ] |
| "La Di Da"                      | 2020 | Woogie Kim (MOTHER)               | [ 34 ] |
| "First"                         | 2021 | Woogie Kim (MOTHER)               | [ 35 ] |
| "Promise"                       | 2021 |                                   |        |
| "Pirate"                        | 2021 |                                   |        |

## Các hoạt động khác

### Chương trình truyền hình
| Năm  | Kênh | Tên                            | Thành viên | Vai diễn   |
| 2019 | tvn  | When The Devil Calls Your Name | Cả nhóm    | Chính mình |

### Chương trình thực tế
| Năm  | Kênh | Tên                     | Tập   | Thành viên      | Vai trò    | Chú thích |
| 2015 | SBS  | Star King               | 426   | E:U             | Thí sinh   | Với nhóm cổ động IMPACT |
| 2016 | Mnet | Produce 101 (mùa 1)     | 1 - 8 | Sihyeon         | Thí sinh   | Xếp hạng 40 |
| 2017 | SBS  | Delicious Cooking Class | 1 - ? | E:U             | Thí sinh   | |
| 2017 | Mnet | Idol School             | 1 - 4 | Onda            | Thí sinh   | Xếp hạng 40 |
| 2018 | Mnet | Produce 48              | 1 -9  | Sihyeon & Yiren | Thí sinh   | Sihyeon xếp hạng 27, Yiren xếp hạng 28, với thành viên Yena cùng công ty chiến thắng xếp hạng 4, sau đó hoạt động cùng Iz*One |
| 2019 | M2   | Everglow Land           | 5     | Cả nhóm         | Thành viên | Trải nghiệm của Everglow tại khu chơi Everland                                                                                |

### Quảng cáo (CF)
| Năm  | Tên               | Thành viên | Hãng       | Ghi chú           |
| 2019 | 2019 FW Lookbooks | E:U        | Star Shoes | Với Ahn Hyungseob |
| 2019 | Cottiny           | Cả nhóm    | Cottiny    |                   |

## Giải thưởng và đề cử
| Giải thưởng                   | Năm  | Hạng mục                                  | Đề cử    | Kết quả   | Ref.          |
| Asia Artist Awards            | 2019 | Popularity Award – Singer                 | Everglow | Đề cử     |               |
| Asia Artist Awards            | 2019 | StarNews Popularity Award – Female Group  | Everglow | Đề cử     |               |
| Asia Artist Awards            | 2020 | AAA x Choeaedol Popularity Award – Female | Everglow | Đề cử     |               |
| Brand Customer Loyalty Awards | 2021 | Hot Trend Female Idol Group Award         | Everglow | Đề cử     | [ 36 ]        |
| Gaon Chart Music Awards       | 2019 | New Artist of the Year – Album            | Everglow | Đề cử     |               |
| Genie Music Awards            | 2019 | The Top Artist                            | Everglow | Đề cử     | [ 37 ]        |
| The Female New Artist         | 2019 |                                           | Everglow | Đề cử     | [ 37 ]        |
| Genie Music Popularity Award  | 2019 |                                           | Everglow | Đề cử     | [ 37 ]        |
| Global Popularity Award       | 2019 |                                           | Everglow | Đề cử     | [ 37 ]        |
| Mnet Asian Music Awards       | 2019 | Artist of the Year                        | Everglow | Đề cử     |               |
| Mnet Asian Music Awards       | 2019 | Best New Female Artist                    | Everglow | Đề cử     |               |
| Mnet Asian Music Awards       | 2019 | Worldwide Fans' Choice Top 10             | Everglow | Đề cử     |               |
| Mnet Asian Music Awards       | 2019 | 2019 Favorite Female Artist               | Everglow | Đề cử     |               |
| MTV Europe Music Awards       | 2020 | Best Korean Act                           | Everglow | Đề cử     |               |
| Seoul Music Awards            | 2020 | New Artist Award                          | Everglow | Đề cử     | [ 38 ] [ 39 ] |
| Seoul Music Awards            | 2020 | Popularity Award                          | Everglow | Đề cử     | [ 38 ] [ 39 ] |
| Seoul Music Awards            | 2020 | Hallyu Special Award                      | Everglow | Đề cử     | [ 38 ] [ 39 ] |
| Seoul Music Awards            | 2020 | QQ Music Most Popular K-Pop Artist Award  | Everglow | Đề cử     | [ 38 ] [ 39 ] |
| Asia Artist Awards            | 2021 | Best Music Video Award                    | Everglow | Đoạt giải |               |
| Hanteo Music Awards           | 2022 | Post Generation                           | Everglow | Đoạt giải |               |

## Chương trình âm nhạc

### The Show
| Năm  | Ngày       | Bài hát | Điểm |
| ---- | ---------- | ------- | ---- |
| 2019 | 24 tháng 9 | "Adios" | 7861 |
| 2021 | 1 tháng 6  | "FIRST" | 5080 |

### Show Champion
| Năm  | Ngày       | Bài hát | Điểm |
| ---- | ---------- | ------- | ---- |
| 2023 | 30 tháng 8 | "SLAY"  | 4392 |